# Гилдер, Вирджиния
Вирджиния «Джинни» Энн Гилдер (англ. Virginia "Ginny" Anne Gilder; род. 4 июня 1958, Нью-Йорк, Нью-Йорк) — американская гребчиха, выступавшая за сборную США по академической гребле в первой половине 1980-х годов. Серебряная призёрка летних Олимпийских игр в Лос-Анджелесе, обладательница бронзовой медали чемпионата мира, победительница многих регат национального и международного значения. Также известна как инвестор и предприниматель, совладелица женского баскетбольного клуба «Сиэтл Шторм».

## Биография
Вирджиния Гилдер родилась 4 июня 1958 года в Нью-Йорке, США. Дочь известного биржевого брокера Ричарда Гилдера, детство провела в квартале Верхний Ист-Сайд в Манхэттене. После старшей школы изучала историю в Йельском университете, который окончила в 1979 году. Во время обучения в университете состояла в местной гребной команде, регулярно принимала участие в различных студенческих регатах.
В 1980 году прошла отбор в олимпийскую сборную, собранную для участия в летних Олимпийских играх в Москве, однако Соединённые Штаты вместе с несколькими другими западными странами бойкотировали эти соревнования по политическим причинам. В качестве компенсации за пропуск Олимпиады Гилдер была награждена Золотой медалью Конгресса.
В 1983 году побывала на чемпионате мира в Дуйсбурге, откуда привезла награду бронзового достоинства, выигранную в зачёте парных одиночек — уступила здесь только Ютте Хампе из ГДР и Ирине Фетисовой из СССР.
Благодаря череде удачных выступлений удостоилась права защищать честь страны на домашних Олимпийских играх 1984 года в Лос-Анджелесе — в составе экипажа, куда также вошли гребчихи Энн Марден, Джоан Линд, Лиза Роде и рулевая Келли Рикон, показала второй результат в парных рулевых четвёрках, уступив на финише только экипажу из Румынии, и тем самым завоевала серебряную олимпийскую медаль. Вскоре по окончании этих соревнований завершила спортивную карьеру.
Впоследствии занималась бизнесом, основала собственную инвестиционную компанию. С 2008 года является совладелицей профессионального женского баскетбольного клуба «Сиэтл Шторм».
В 2015 году написала книгу о гребле Course Correction: A Story of Rowing and Resilience in the Wake of Title IX.